# Bobby Schayer

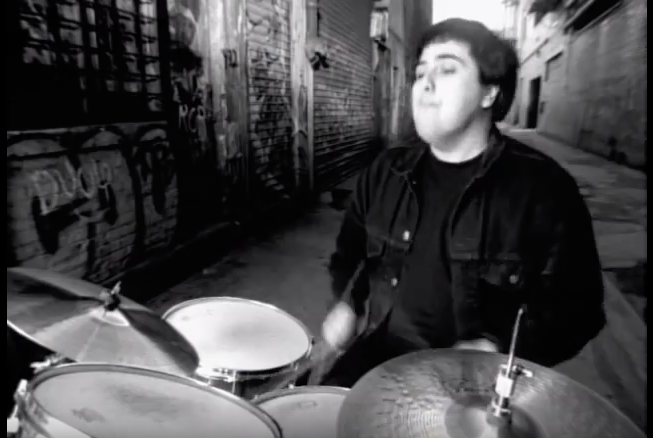
Imagen del baterista Bobby Schayer.

Robert Allen Schayer (nacido el 23 de diciembre de 1966 en Los Ángeles, California), más conocido como Bobby Schayer, fue el baterista de Bad Religion desde 1991 hasta 2001. Empezó a tocar la batería en 1976 a la edad de 10 años.
Bobby ha citado a Tommy Ramone, Paul Cook, Clem Burke, Charlie Watts y Keith Moon como algunas de sus influencias en la batería. Bobby Schayer se unió oficialmente a Bad Religion en abril de 1991, tras la marcha del anterior baterista Pete Finestone en ese mismo año.
Estuvo presente en el sexto álbum de estudio de Bad Religion, titulado Generator (1992). También tocó la batería en los álbumes siguientes: Recipe for Hate (1993), Stranger than Fiction (1994), The Gray Race (1996), Tested (1997), No Substance (1998) y The New America (2000). 
En junio del año 2001, Bobby sufrió una lesión en el hombro que le impidió seguir tocando la batería, y que le obligó a retirarse del grupo. Schayer fue reemplazado en Bad Religion por Brooks Wackerman, exintegrante de  la banda Suicidal Tendencies.

## Álbumes conBad Religion
- Generator - 1992
- Recipe for Hate - 1993
- Stranger than Fiction - 1994
- The Gray Race - 1996
- Tested (Directo) - 1997
- No Substance - 1998
- The New America - 2000